# Boris Woltowski
Boris Iowlewicz Woltowski (ros. Борис Иовлевич Вольтовский, ur. 28 czerwca?/11 lipca 1906 w Petersburgu, zm. 1983 w Kijowie) – radziecki działacz partyjny i państwowy.

## Życiorys
W 1927 ukończył Charkowski Instytut Rolniczy, w latach 1927–1930 pracował jako agronom w okręgu połtawskim, 1930–1933 służył w Armii Czerwonej, 1933–1935 pracował w Naukowo-Badawczym Instytucie Budownictwa Kołchozowego. W latach 1935–1941 pracował w Kijowskim Obwodowym Oddziale Rolnym, od 1940 należał do WKP(b), 1941–1945 ponownie służył w Armii Czerwonej, 1945–1946 był zastępcą kierownika, a 1946–1951 kierownikiem Wydziału Rolnego Komitetu Obwodowego KP(b)U w Kijowie. Od 1951 do stycznia 1954 był I zastępcą przewodniczącego Komitetu Wykonawczego Kijowskiej Rady Obwodowej, od stycznia 1954 do 6 lutego 1960 I sekretarzem Komitetu Obwodowego KPU w Czerkasach, od 26 marca 1954 do 17 marca 1971 członkiem KC KPU, a od 5 lutego 1960 do 1962 zastępcą przewodniczącego Rady Ministrów Ukraińskiej SRR. Do 1962 był przewodniczącym Komitetu Wykonawczego Sumskiej Rady Obwodowej, od stycznia 1963 do grudnia 1964 I sekretarzem Charkowskiego Wiejskiego Komitetu Obwodowego KPU, od grudnia 1964 do 12 czerwca 1967 I sekretarzem Sumskiego Komitetu Obwodowego KPU, a od czerwca 1967 do 11 kwietnia 1978 przewodniczącym Państwowego Komitetu Rady Ministrów Ukraińskiej SRR ds. Ochrony Przyrody. Był deputowanym do Rady Najwyższej ZSRR 5. kadencji.
Odznaczony trzema Orderami Lenina, Orderem Czerwonego Sztandaru, dwoma Orderami Czerwonego Sztandaru Pracy, Orderem Czerwonej Gwiazdy, Orderem „Znak Honoru”, Orderem Przyjaźni Narodów i wieloma medalami.